# Nogod
I Nogod (conosciuti precedentemente come Shinkō shūkyō gakudan NoGoD (新興宗教楽団NoGoD? "Orchestra della nuova religione NoGoD")), sono una band visual kei sotto contratto con la casa discografica King Records. Fino al 2009 la band ha lavorato sotto l'etichetta indipendente Terakoya, un sottogruppo della Art Pop Entertainment.

## Formazione

### Formazione attuale
- Danchō (団長?) (23/12/?) - voce
- Kyrie (Kyrie?) (29/11/?) - chitarra
- Shinno (Shinno?) (08/01/?) - chitarra
- Karin (華凛?) (20/06/?) - basso
- K (K?) (04/09/?) - batteria

### Ex componenti
- Aki (アキ?) (19/10/?) - chitarra
- Kana (Kana?) (14/01/?) - basso
- Sōmu (想夢?) (15/08/?) - chitarra

## Discografia

### Album in studio
- 24 febbraio 2006 - Tenbatsu enban (天罰円盤?)
- 6 dicembre 2006 - Kanna fukyō (神無布教?)
- 9 aprile 2008 - Mugenkyō (夢幻教?)
- 25 febbraio 2009 - Gokusaishiki (極彩色?)
- 23 settembre 2009 - Rashinban (羅針盤?)
- 4 agosto 2010 - Kakera (欠片?)
- 3 agosto 2011 - Genjitsu (現実?)
- 6 febbraio 2013 - V
- 17 settembre 2014 - Make A New World
- 30 marzo 2016 - Renovate
- 20 agosto 2017 - Proof

### Compilation
- 26/1/2011 - CRUSH! -90's V-Rock best hit cover songs- (CRUSH! -90's V-Rock best hit cover songs-?); raccolta di cover di artisti visual kei anni novanta
  - 1/3 no junjō na kanjō (1/3の純情な感情?); cover dei Siam Shade